# Корчевские Дворики
Корчевские Дво́рики — деревня в Перемышльском районе Калужской области, входит в состав сельского поселения деревня Покровское.

## География
Расположена на автодороге федерального значения Р-92, примерно в 7 километрах на юг от районного центра — села Перемышль. В одном километре от южных окраин деревни протекает река Жиздра.

## Население
| 2002 | 2010 |
| ---- | ---- |
| 5    | ↗7   |

## История
Возникла в начале XX века как деревня Корчевский Двор на месте где в середине XIX века располагалась казённая деревня Корчевая. В 1858 году там было зарегистрировано 4 двора, проживало 40 человек обоего пола. Деревня была отписана к 1-му стану Перемышльского уезда Калужской губернии.
В годы Великой Отечественной войны деревня находилась на оккупированной войсками Нацистской Германии территории с начала октября и по конец декабря 1941 года. Освобождена в ходе Калужской наступательной операции частями 50-й армии генерал-лейтенанта И. В. Болдина.